# みずほ高原
みずほ高原（みずほこうげん）は南極大陸に存在する高原性の氷床。
昭和基地の南方に広がっており、西部にやまと山脈がある。
みずほ基地が所在し、「みずほ」の名称は同基地から来ている。

## 概要
厚さ約2000mの氷に覆われている。内陸部から海岸に向かって斜面下降風が吹くため、地吹雪の日が多い。大陸氷は宗谷海岸と白瀬氷河に向かい流動している。
1957年以降、日本隊により気象や雪氷、地学の調査が行われている。1960年に日本の観測隊が調査し、名称を付与した。